# Theristicus
Theristicus is een geslacht van vogels uit de familie van de ibissen en lepelaars (Threskiornithidae). De wetenschappelijke naam is gepubliceerd in 1832 door Wagler.

## Soorten
De volgende soorten zijn bij het geslacht ingedeeld:
- Theristicus branickii – Andesibis
- Theristicus caudatus – Geelhalsibis
- Theristicus caerulescens – Grijze ibis
- Theristicus melanopis – Zwartmaskeribis